# Бжезьниця-Ксьонженца-Кольонія
Бжезьниця-Ксьонженца-Кольонія (пол. Brzeźnica Książęca-Kolonia) — село в Польщі, у гміні Недзьв'яда Любартівського повіту Люблінського воєводства.
У 1975-1998 роках село належало до Люблінського воєводства.